# РадиоСкаф

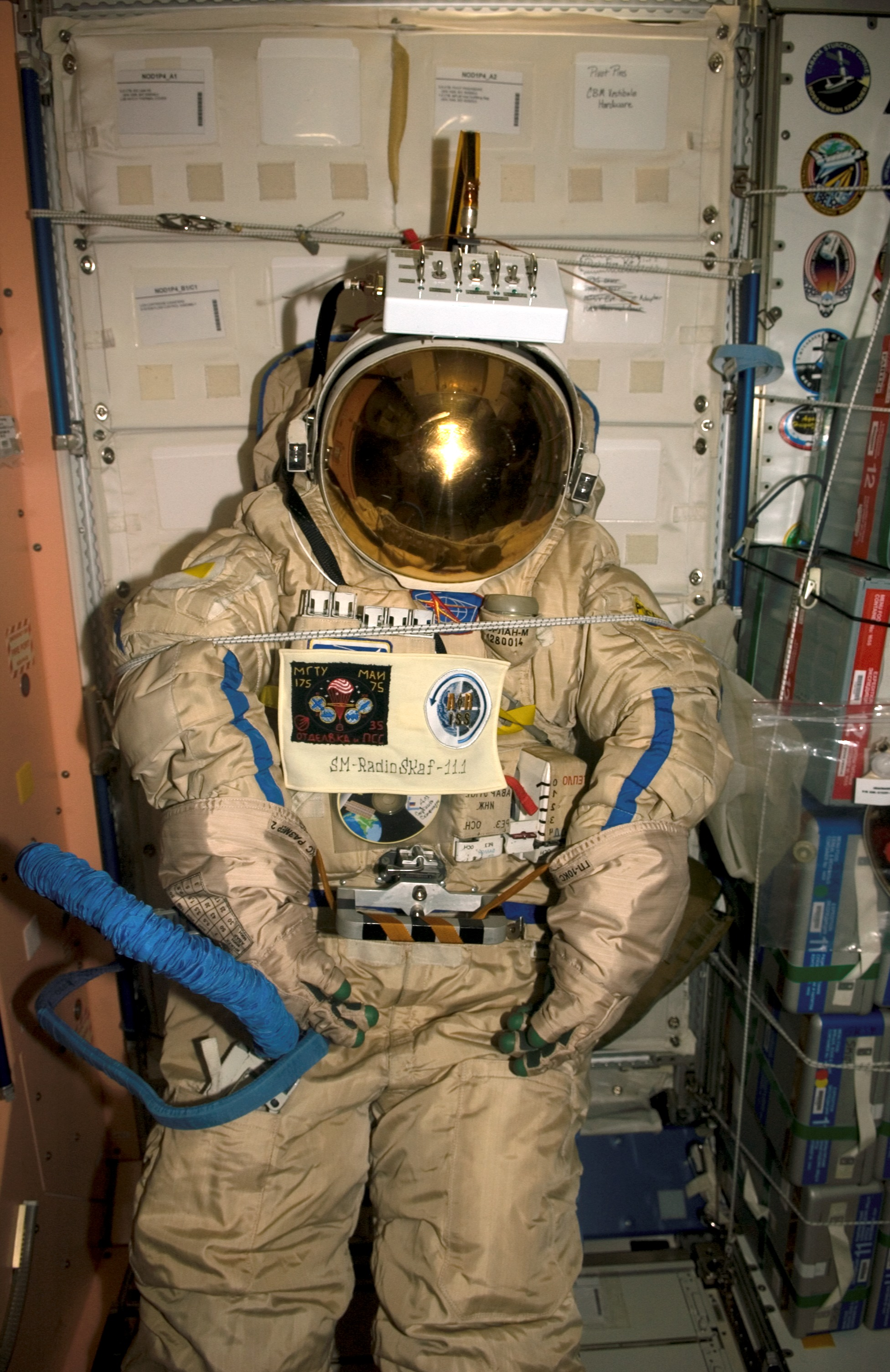
Радиоскаф-1 до запуска на МКС

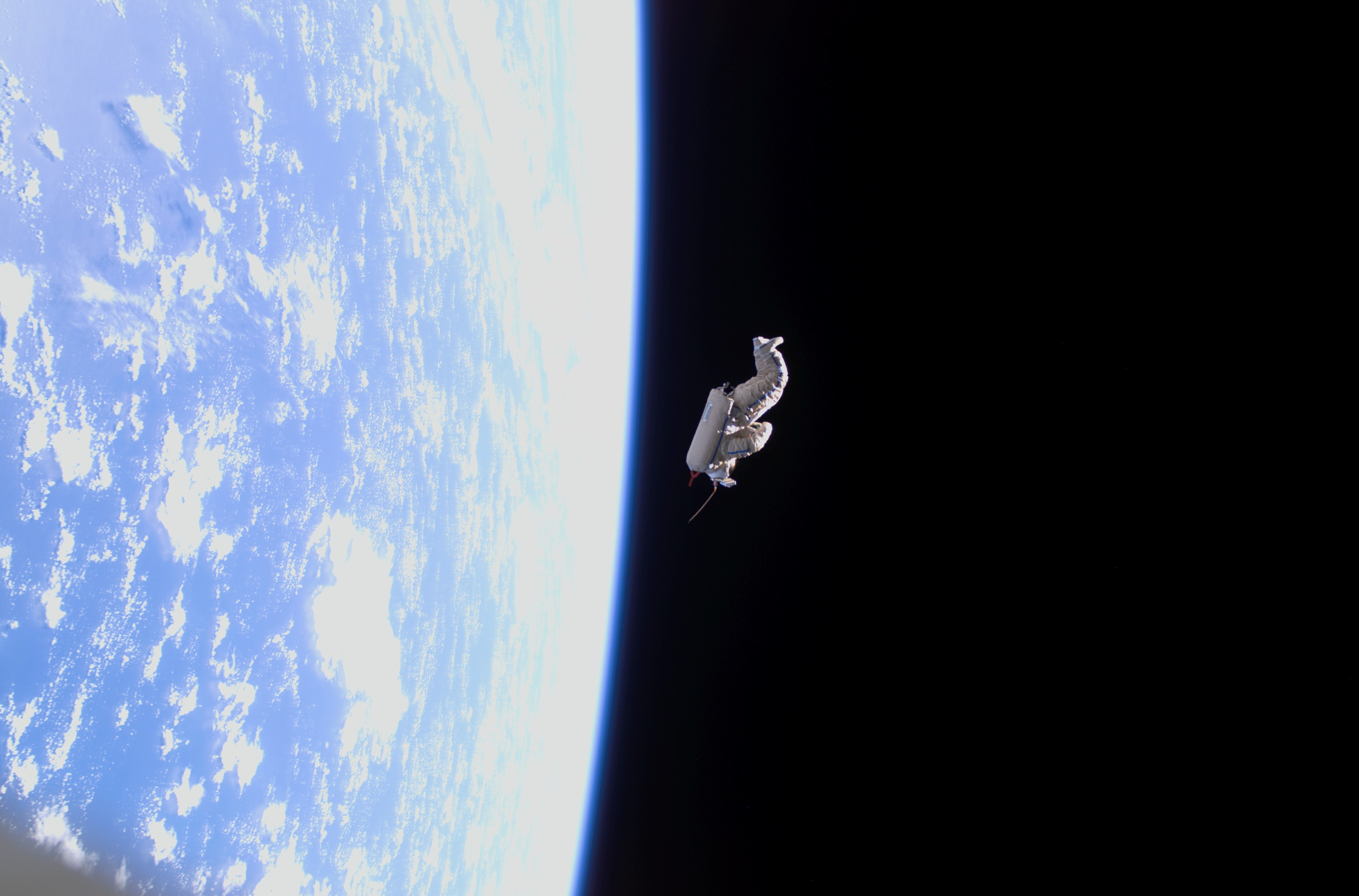
Радиоскаф-1 после развёртывания с борта МКС.

РадиоСкаф — проект спутников на базе корпуса выработавшего свой ресурс скафандра «Орлан-М».

## РадиоСкаф-1
Спутник был запущен с борта МКС Валерием Токаревым и Биллом МакАртуром во время выхода в открытый космос 3 февраля 2006 года.
На шлеме скафандра был установлен радиопередатчик, который транслировал сигнал на частоте 145,990 МГц. Также внутри пустого скафандра разместили три батареи, радиопередатчик и внутренние датчики для измерения температуры и заряда батареи. В рамках этого эксперимента на Землю отправлялись голосовые сообщения, записанные участвующими командами и студентами со всего мира, и данные телеметрии. Сигнал начал передаваться приблизительно через 15 минут после того, как РадиоСкаф-1 был сброшен. Любой получатель передачи мог записать полученное сообщение и оставить его на сайте suitsat.org, указав подробную информацию о том, когда и где они это сообщение услышали.
Миссия РадиоСкаф-1 не имела полного успеха. Было очень мало сообщений, которые фактически подтверждали получение сигнала. Позднее NASA объявило, что РадиоСкаф-1 прекратил работу только после двух витков вокруг Земли из-за отказа батареи, но были сообщения о том, что РадиоСкаф-1 продолжал передавать, хотя и намного слабее, чем ожидалось.
Последний подтверждённый сигнал от РадиоСкаф-1 был зафиксирован 18 февраля 2006 года. 7 сентября 2006 года в 16:00 по Гринвичу РадиоСкаф-1 вновь вошёл в атмосферу Земли над Южным океаном на 110,4 ° восточной долготы и 46,3 ° южной широты.

## «Кедр»
РадиоСкаф-2, или «Кедр», был выведен с МКС Сергеем Волковым 3 августа 2011 года. На этот раз спутник содержал радиопередатчик с программным обеспечением, способным поддерживать линейный транспондер U / V, FM-телеметрию, голосовые записи и живые изображения CCTV, а также эксперименты, созданные студентами. В отличие от РадиоСкаф-1 имел, помимо аккумуляторов, и солнечные батареи, что позволяло увеличить прогнозируемый срок службы до шести месяцев.
«Кедр» сгорел в атмосфере Земли в январе 2012 года, проведя 154 дня на орбите.